# Isabelle Cyr
Isabelle Cyr est une actrice canadienne, animatrice et chanteuse née à Moncton (Canada) le 23 avril. Sœur de l'actrice Myriam Cyr et épouse de Yves Marchand. Elle est aussi la cousine de la musicienne et actrice Marie-Jo Thério.

## Biographie
Isabelle Cyr est diplômée du Conservatoire d'art dramatique de Montréal, promotion 1989. 
Les rôles marquants interprétés par Isabelle Cyr aux petit et grand écrans sont ceux de Hélène dans Chambres en ville en 1989, ainsi que Sophie dans le film La Forteresse suspendue en 2001.
Un hommage a été rendu à Isabelle Cyr, le 7 juin 2015, pour ses 10 ans d'implication au sein du téléthon Opération Enfant Soleil. Durant ces dix années, elle coanime, entre autres, aux côtés de Josée Lavigueur La matinée des enfants, les dimanches matin.

## Filmographie

### Cinéma
- 1989 : Malarek
- 1990 : Ding et Dong, le film : Infante
- 1991 : Nelligan : Eva Nelligan
- 1993 : Embrasse-moi, c'est pour la vie : Maude
- 1996 : Karmina : Karmina
- 1998 : Loft à New York : secrétaire
- 1998 : Perpetrators of the Crime : Rachel, pompiste
- 1999 : P.T. Barnum : Caroline Barnum
- 2000 : Reaper : Finola
- 2001 : La Forteresse suspendue : Sophie
- 2001 : Karmina 2 : Karmina
- 2002 : Moïse : L'Affaire Roch Thériault (Savage Messiah) : Danielle
- 2004 : Les Aimants : Pénélope
- 2005 : Lies and Deception : liseuse de tarot
- 2005 : L'Audition : témoin de l'accident
- 2007 : Ma tante Aline : jeune fonctionnaire
- 2011 : La Peur de l'eau : Évangéline Arsenault, conjointe de Roméo
- 2022 : Racines diaspora et guerre de Phil Comeau

### Télévision
- 1989 : Lance et compte : Troisième saison : Nicole Gravel
- 1989 : Chambres en ville : Hélène Cyr
- 1990 : Libre-échange : Geneviève
- 1991 : L'Impure : Agathe
- 1998 : La Part des anges : Isabelle Morin, dite Charlie
- 2003 : Ramdam : Liliane Pétillon
- 2005 : Rumeurs : Sarah Bérubé
- 2006 : Nos étés : Estelle Forget (40 ans)
- 2008 : Belle-Baie : Louiselle
- 2013 : 30 vies : Frédérique Beauséjour
- 2023 : Stat : Amélie Dupont

### Discographie
- Isabelle Cyr - Le large en dedans, L'Abe, 2008 (EP Démo se retrouvant sur l'album éponyme ci-dessous)
- Isabelle Cyr - Isabelle Cyr, Disques Spectra, 2008
- Isabelle Cyr & Yves Marchand - Pays d'abondance, Indépendant, 2011 (Voir sur le site CD Baby)
- Isabelle Cyr - Brûle sur mes lèvres, 2019

## Récompenses et nominations
- Dix ans d'implication au sein du Téléthon Opération Enfant Soleil